# Афелий (ветер)
Афелий (ветер) или Афелиот (лат. Apeliotes, др.-греч. Ἀπηλιώτης, от ἤλιος — Солнце, в переводе — древнегреческое «от восходящего солнца», «солнечный ветер»; Solanus, Subsolanus) — древнегреческое божество юго-восточного ветра.
Афелий изображён на юго-восточной стороне Башни ветров в Афинах. Также он изображён на сделанной по образцу классической афинской Башне ветров в Севастополе.
Нередко сопровождался ливнями. Соответственно, считалось, что это божество вызывает освежающий дождь, жизненно важный для земледельцев в случае засухи.
Ветер обычно был тёплым, и в целом ассоциировался с хорошей погодой. Дождь для древних греков также обычно был благом: посевы поливались, цистерны наполнялись дождевой водой.
Афелия изображают в высоких сапогах и с плодами, завёрнутыми в ткань. На башнях ветров этот юноша с вьющимися волосами и дружелюбным выражением лица придерживает плащ, полный фруктов и зерна (указание на его важность для земледельцев).
Поскольку Афелий был второстепенным божеством, иногда его синкретизировали с Эвром, восточным ветром. Римский аналог Афелия назывался Субсоланус (Subsolanus, также от слова «солнце»). Он, как и другие персонализированные ветры, относился к местным божествам. Достаточно абстрактные в мифологии, они играли заметную роль в повседневной жизни, как и всё связанное с погодой, особенно для земледельцев.